# Leanne (Fernsehserie)
Leanne ist eine US-amerikanische Sitcom, die am 31. Juli 2025 von Netflix erstmals veröffentlicht wurde. Entwickelt wurde die Serie von Chuck Lorre, Leanne Morgan und Susan McMartin.

## Handlung
Leanne ist Mitte 50 und seit über 30 Jahre mit ihrem Mann Bill verheiratet. Allerdings wird Leanne von ihrem Mann für eine jüngere Frau verlassen. Unterstützt von ihrer Schwester beginnt Leanne ein neues Leben.

## Besetzung & Synchronisation
| Figur    | Darsteller       | Hauptrolle (Episode) | Nebenrolle (Episode)                   | Deutscher Sprecher |
| -------- | ---------------- | -------------------- | -------------------------------------- | ------------------ |
| Leanne   | Leanne Morgan    | 1.01-                |                                        | Katrin Zimmermann  |
| Carol    | Kristen Johnston | 1.01-                |                                        | Anna Dramski       |
| Margaret | Celia Weston     | 1.01-                |                                        | Marianne Groß      |
| John     | Blake Clark      | 1.01-                |                                        | Axel Lutter        |
| Bill     | Ryan Stiles      | 1.01-                |                                        | Oliver Siebeck     |
| Tyler    | Graham Rogers    | 1.01-                |                                        | Jeremias Koschorz  |
| Josie    | Hannah Pilkes    | 1.01-                |                                        | Lydia Morgenstern  |
| Mary     | Jayma Mays       |                      | 1.01, 1.03, 1.05, 1.07–1.09, 1.12–1.15 | Dorette Hugo       |
| Faye     | Emily Pendergast |                      | 1.04, 1.07                             | Melanie Hinze      |
| Nora     | Angie Gonzalez   |                      | 1.04, 1.06, 1.16                       | Marieke Oeffinger  |
| Dylan    | Blake Gibbons    |                      | 1.05, 1.11                             | Thomas Schmuckert  |
| Andrew   | Tim Daly         |                      | 1.06, 1.08, 1.10–1.11, 1.14, 1.16      | Florian Halm       |

## Episodenliste
| Nr. (ges.) | Nr. (St.) | Deutscher Titel                      | Originaltitel               | Erstausstrahlung USA | Deutschsprachige Erstausstrahlung (D) | Regie            | Drehbuch                                                                               |
| ---------- | --------- | ------------------------------------ | --------------------------- | -------------------- | ------------------------------------- | ---------------- | -------------------------------------------------------------------------------------- |
| 1          | 1         | Das Wichtige                         | The Important Stuff         | 31. Juli 2025        | 31. Juli 2025                         | James Widdoes    | Susan McMartin, Chuck Lorre, Leanne Morgan                                             |
| 2          | 2         | Die heilende Magie der Familie       | The Healing Magic of Family | 31. Juli 2025        | 31. Juli 2025                         | James Widdoes    | Susan McMartin, Chuck Lorre, Nick Bakay, Mark Gross                                    |
| 3          | 3         | Oh, Knoxville                        | Oh, Knoxville               | 31. Juli 2025        | 31. Juli 2025                         | James Widdoes    | Susan McMartin, Chuck Lorre, Nick Bakay, Mark Gross                                    |
| 4          | 4         | Glatt wie ein Delfin                 | Smooth Like a Dolphin       | 31. Juli 2025        | 31. Juli 2025                         | James Widdoes    | Susan McMartin, Chuck Lorre, Nick Bakay, Julie Bean                                    |
| 5          | 5         | Ein Klempner, den der Himmel schickt | A Plumber Sent from Heaven  | 31. Juli 2025        | 31. Juli 2025                         | James Widdoes    | Susan McMartin, Chuck Lorre, Nick Bakay, Julie Bean                                    |
| 6          | 6         | Zu viel Ehering                      | Too Much Wedding Ring       | 31. Juli 2025        | 31. Juli 2025                         | Andy Ackerman    | Susan McMartin, Mark Gross, Nick Bakay, Julie Bean                                     |
| 7          | 7         | Bitte sei eine Eidechse              | Please Be a Lizard          | 31. Juli 2025        | 31. Juli 2025                         | Kristy Cecil     | Susan McMartin, Nick Bakay, John Jack O'Brien, Anne Flett-Giordano                     |
| 8          | 8         | Körpergedächtnis                     | Muscle Memory               | 31. Juli 2025        | 31. Juli 2025                         | Kristy Cecil     | Susan McMartin, Nick Bakay, Amy Hubbs, Alexandra Melnick                               |
| 9          | 9         | Streifenhörnchen in der Wand         | Chipmunk in the Drywall     | 31. Juli 2025        | 31. Juli 2025                         | Rhiannon O'Harra | Susan McMartin, Nick Bakay, Mark Gross, Anne Flett-Giordano                            |
| 10         | 10        | Entschuldigung                       | Apology                     | 31. Juli 2025        | 31. Juli 2025                         | Nick Bakay       | Susan McMartin, Julie Bean, Amy Hubbs, John Jack O'Brien                               |
| 11         | 11        | Hundstage                            | Dog Day Afternoon           | 31. Juli 2025        | 31. Juli 2025                         | Nikki Lorre      | Susan McMartin, Nick Bakay, Matthew McGeehan, Anne Flett-Giordano                      |
| 12         | 12        | The Queen's Dilemma                  | The Queen's Dilemma         | 31. Juli 2025        | 31. Juli 2025                         | Nikki Lorre      | Susan McMartin, Nick Bakay, Kelly Farrell, Mark Gross, Julie Bean, Anne Flett-Giordano |
| 13         | 13        | Halte mir kein Traum vor die Nase    | Don't Dangle a Dream        | 31. Juli 2025        | 31. Juli 2025                         | Nikki Lorre      | Susan McMartin, Julie Bean, Anne Flett-Giordano, Amy Hubbs                             |
| 14         | 14        | Gomez ist eine Frau                  | Gomez Is a Woman            | 31. Juli 2025        | 31. Juli 2025                         | Nikki Lorre      | Susan McMartin, Julie Bean, Nick Bakay, Mark Gross                                     |
| 15         | 15        | Spirituelle Airbags                  | Spiritual Airbags           | 31. Juli 2025        | 31. Juli 2025                         | Nikki Lorre      | Susan McMartin, Nick Bakay, Anne Flett-Giordano, John Jack O'Brien                     |
| 16         | 16        | Große Gefühle                        | Having Big Feelings         | 31. Juli 2025        | 31. Juli 2025                         | Nikki Lorre      | Susan McMartin, Julie Bean, Mark Gross, Amy Hubbs                                      |